# Agrilus quercicola
Agrilus quercicola är en skalbaggsart som beskrevs av Fisher 1928. Agrilus quercicola ingår i släktet Agrilus och familjen praktbaggar. Inga underarter finns listade i Catalogue of Life.